# Privatbane
En privatbane er en jernbane, der anlægges, ejes og drives af et selskab uafhængigt af statsbanerne. Typisk sker det i form af et privat aktieselskab, hvor aktierne dog i større eller mindre omfang kan være ejet af offentlige myndigheder, f.eks. kommuner. Alternativt kan en privatbane været ejet af et kommunalt eller amtsligt selskab.
Privatbaner benævnes i dag ofte lokalbaner, fx drives det sjællandske trafikselskab Movias lokalbaner af selskabet Lokaltog.

## Danske privatbaner
For tiden findes der 13 privatbaner tilhørende 4 forskellige selskaber i Danmark. Aktiemajoriten tilhører de regionale trafikselskaber, mens de lokale kommuner har aktieposter af vekslende størrelse. Desuden kan en lille andel af aktierne være ejet af privatpersoner og firmaer. Tidligere havde staten også betydelige aktieposter, men de overgik til amterne og overgik ved disses nedlæggelse i 2007 til de regionale trafikselskaber.

### Eksisterende danske privatbaner
- Lokaltog
  - GDS – Gribskovbanen (ex. Gribskovbanens Driftsselskab)
  - HFHJ – Frederiksværkbanen (ex. Hillerød-Frederiksværk-Hundested Jernbane)
  - HHGB – Hornbækbanen (ex. Helsingør-Hornbæk-Gilleleje Banen)
  - LNJ – Nærumbanen (ex. Lyngby-Nærum Jernbane
  - Hillerød-Helsingør (Lille Nord)
  - HTJ – Tølløsebanen (ex. Høng-Tølløse Jernbane)
  - LJ – Lollandsbanen
  - OHJ – Odsherredsbanen (ex. Odsherreds Jernbane)
  - ØSJS – Østbanen (ex. Østsjællandske Jernbaneselskab)

- Midtjyske Jernbaner
  - VLTJ – Lemvigbanen (ex. Vemb-Lemvig-Thyborøn Jernbane)

- NJ – Nordjyske Jernbaner:
  - HP – Hirtshalsbanen (ex. Hjørring Privatbaner)
  - SB – Skagensbanen
  - Lokaltrafikken på Vendsysselbanen og Aalborg Nærbane

- VNJ – Vestbanen (ex. Varde-Nørre Nebel Jernbane) (operatør: Arriva)

Derudover bør nævnes:
- ØS – Ørestadsselskabet (ejer) og Metro Service A/S (operatør) – Den københavnske metro (regnes ikke som privatbane)

## Sverige
I Sverige er en enskild järnväg en jernbane, der ejes og drives af et aktieselskab i modsætning til hovedbaner (stambana) og statsbaner (tidligere Statens Järnvägar, SJ), der er bygget af staten. Ofte tales også om privatbanor, men i praksis kan formen af ejerskabet variere meget banerne imellem. Der var ganske vist oprindelig ofte private interessenter i form af virksomheder eller kapitalstærke enkeltpersoner, og nogle gange kunne banerne endda blive oprettet som datterselskaber til virksomheder med store transportbehov. Men der var dog mere reglen, at jernbaneselskaberne helt eller delvist var ejet af byer og kommuner langs banen med henblik på af skaffe sig vækst, når banen forhåbentlig bragte produktion og handel med sig.
Man plejer at se bort fra små- og industribaner. Enskilda järnvägar var i reglen større og krævede koncession fra staten for at kunne bygges. Desuden stilledes forskellige krav, f.eks. at der skulle køres et vist antal persontog om ugen. Småbaner og industribaner er derimod mindre og med begrænset funktion, hvorfor de som regel slipper for kravet om koncession.
Staten var ofte indblandet som långiver og indimellem også med direkte bidrag. I flere tilfælde betalte man således ekstraomkostningerne for normalspor i stedet for smalspor for derved at lette militære transporter til strategiske punkter. Kravet for statslige lån var muligheden for at indløse selskabet. En fremtidig nationalisering var ofte underforstået, især når det gjaldt de normalsporede baner.
Nationaliseringen af baner skete allerede i 1800-tallet, f.eks. da en række jernbaner mellem Malmö og Göteborg nationaliseredes for at skabe statsbanen Västkustbanan. I andre tilfælde gik et selskab konkurs, og staten kunne da som stor fordringshaver overtage boet, hvorefter man enten solgte det videre eller indlemmede det i SJ. I 1939 vedtog Riksdagen en almindelig nationalisering af Sveriges jernbaner, hvilket gennemførtes succesivt i de følgende år. Mange selskaber havde dårlig økonomi med vedligeholdelsesefterslæb og forældet materiel til følge, og ofte behøvede staten kun at betale en nominel sum pr. aktie. For selskaber med særligt god økonomi kunne indløsningen dog godt blive kostbar for staten. Mange af jernbanerne blev snart efter nedlagte som følge af den stigende konkurrence fra landevejstrafikken, hvilket især gik udover smalsporsbanerne.
Eksemper på tidligere enskilda järnvägar er Nynäsbanan og Halmstad-Nässjö Järnvägar. I nutiden kan nævnes Saltsjöbanan, Roslagsbanan og Inlandsbanan, der ejes af kommuner og regioner. I mere traditionel forstand kan Arlandabanen opfattes som en moderne enskild järnväg, idet den ejes af Macquarie Group.

## Schweiz
I Schweiz bruges privatbane som betegnelse for jernbaneselskaber, der er organiseret efter privat ret, som regel i form af aktieselskaber. I praksis er det dog sjældent, at aktiemajoriteten faktisk også er på private hænder som ved Matterhorn Gotthard Verkehrs AG eller Jungfraubahn Holding. Matterhorn Gotthard Infrastruktur tilhører således i stedet overvejende staten, mens det de fleste andre steder er kantonerne, der sidder på aktiemajoriteten, f.eks. Kanton Graubünden i Rhätische Bahn (RhB) eller Kanton Bern i BLS. Siden 1. januar 1999 er Schweizerische Bundesbahnen (SBB, Schweiziske Forbundsbaner) organiseret som specialretsligt aktieselskab og er på mange områder ligestillet med privatbanerne.
De klassiske privatbaner tilhører de Konzessionierte Transportunternehmen (KTU, Koncessionerede Transportvirksomheder), til trods for at koncessionerne ikke omfatter selskaberne som sådan men derimod en bestemt ydelse (personbefordring) eller en bestemt infrastruktur.
Som privatbane betegnes også de togoperatører, der har bevilling til at udføre godstrafik på de schweiziske og øvrige europæiske jernbaner.

## Østrig
I Østrig er privatbaner alle baner, der ikke er omfattet af loven om Österreichische Bundesbahnen (ÖBB, Østrigske Forbundsbaner). Der skelnes ikke mellem hvem der ejer banerne, hvilket f.eks. fører til det lidt kuriøse, at Graz-Köflacher-Bahn GKB betragtes som en privatbane, selvom den ejes at staten.

## Japan
I Japan bruges privatbane (私鉄, shitetsu eller 民営鉄道, mineitetsudou, kort 民鉄, mintetsu) om jernbaner, der ejes og drives af private selskaber. Dog regnes Japan Railways Group-selskaberne ikke som privatbaner på grund af deres unikke status som arvtagere til statsbanerne Japanese National Railways (JNR), selvom nogle af dem ellers er ganske almindelige aktieselskaber. I traditionel forstand regnes heller ikke med lokale uprofitable jernbaner, der er overtaget fra JNR af selskaber ejet af lokale myndigheder og andre interesenter.
Blandt de japanske privatbaner kategoriseres 15 som "vigtige" så som Odakyu Electric Railway, Keihin Electric Express Railway, Nagoya Railroad og Tokyu Corporation. Udover togdriften beskæftiger privatbanerne sig også med andre brancher så som hoteller, stormagasiner og fast ejendom.

## Kina
I 2006 blev Luoding Railway (forenklet kinesisk: 罗定铁路; traditionelt kinesisk: 羅定鐵路; pinyin: Luódìng Tiělù) solgt til Shenzhen China Technology Industry Group Corporation Limited (forenklet kinesisk: 深圳市中技实业 (集团) 有限公司; traditionelt kinesisk: 深圳市中技實業 (集團)有限公司) gennem en auktion og blev derved den første og eneste privatbane i Kina.

## USA
I USA er en privatbane (private railroad) en jernbane, der ejes af et selskab og kun tjener dette, og som ikke fungerer som "almindelig vognmand" (common carrier), dvs. at de f.eks. ikke tilbyder jernbanetransport for folk i almindelighed.